# Gone (canção de Rosé)
"Gone" é uma canção gravada pela cantora neozelandesa Rosé, integrante do grupo feminino sul-coreano Blackpink. A canção foi lançada em 5 de abril de 2021 através da YG Entertainment e Interscope Records como segunda canção de divulgação de seu primeiro single álbum R (2021). Foi composta pela artista em conjunto com J. Lauren, Brian Lee e Teddy Park, sendo produzida por 24 e Lee. "Gone" é uma faixa romântica de soft rock, indie rock e rock alternativo sobre o amor do passado e a solidão futura.
Um vídeo musical para "Gone" foi lançado junto com a canção. Dirigido por Kwon Yong-soo, o vídeo mostra a cantora de luto pela perda de um relacionamento em uma casa antiga elaboradamente decorada. "Gone" alcançou a primeira posição na Malásia e estreou no top 100 de vários países, incluindo Austrália, Canadá, Hungria e Nova Zelândia. Embora não tenha entrado na Billboard Hot 100 dos Estados Unidos, estreou na décima quinta posição na parada de vendas de músicas digitais. Para promover a canção, Rosé se apresentou em programas sul-coreanos como M Countdown, Inkigayo e Show! Music Core, onde também apresentou "On the Ground", além do show virtual do grupo feminino.

## Antecedentes
Em 30 de dezembro de 2020, em uma entrevista ao meio de comunicação sul-coreano Osen, Rosé revelou que as filmagens de seu videoclipe de estréia começariam em meados de janeiro de 2021. Em 25 de janeiro de 2021, um teaser de 33 segundos intitulado "Coming Soon" foi carregado no canal oficial do Blackpink no YouTube e apresentava Rosé cantando um trecho de uma faixa desconhecida. Mais tarde naquele dia, foi anunciado que Rosé apresentará uma parte de uma faixa desconhecida, posteriormente revelada como intitulada "Gone", no primeiro show virtual do Blackpink, The Show, em 31 de janeiro de 2021. Em 11 de março, Rosé revelou em uma coletiva de imprensa online que "Gone" foi originalmente gravada dois anos antes. No dia seguinte, a música foi lançada oficialmente como a segunda faixa do single álbum R, sucedendo "On the Ground". Um mês depois, em 5 de abril de 2021, foi lançado oficialmente como single, junto com seu vídeo musical.

## Composição e recepção
"Gone" foi escrita por Rosé, Brian Lee, J. Lauryn e Teddy Park, e produzida por 24 e Brian Lee. "Gone" é uma balada romântica de soft rock, rock alternativo e indie rock com base em uma guitarra elétrica. Pertencente a uma vibração suave, a produção da música apresenta um som "despojado" e construído em torno de acordes dedilhados de guitarra, a letra de "Gone" descreve uma protagonista que ainda tem sentimentos por seu antigo companheiro, que seguiu em frente. Os vocais da cantora foram descritos como "crus" e "diretos". Em termos de notação musical, a canção é composta em F maior, com um tempo de 80 batidas por minuto, e dura por três minutos e vinte e sete segundos.
| “ | Esta música é a mais poética, comovente e honesta que já gravei e estou orgulhoso de que finalmente está em suas mãos. Lembro-me de gravar isso e sentir todo tipo de frio na barriga porque mal podia esperar que vocês ouvissem. Espero que você sinta todas as emoções que são capturadas de forma tão vulnerável nesta música. | ” |
|   | — Rosé sobre o significado da música. |   |

"Gone" recebeu críticas positivas dos críticos musicais. Escrevendo para Beats Per Minute, JT Early descreveu a música como uma "faixa de separação temperamental e voltada para a guitarra". Rhian Daly, da NME, afirmou que "no papel, [a música] parece chata e sem inspiração, mas, com os vocais de Rosé, em cima da coisa real, torna-se um diamante bruto". Justin Curto, do Vulture, descreveu a música como uma" balada despojada". Após a apresentação no show virtual do Blackpink, Teen Vogue escreveu que "Gone" tem "uma sensibilidade indie rock, com guitarras elétricas praianas". Jeff Benjamin, da Billboard, descreveu a faixa como "um corte emocional e acústico, revelando letras vulneráveis".